# Pierranthus
Pierranthus es un género con una especie de planta fanerógama perteneciente a la familia Scrophulariaceae. 

## Especies seleccionadas
- Pierranthus capitatus Bonati

- Datos: Q5649281
- Especies: Pierranthus